# Hegypárt

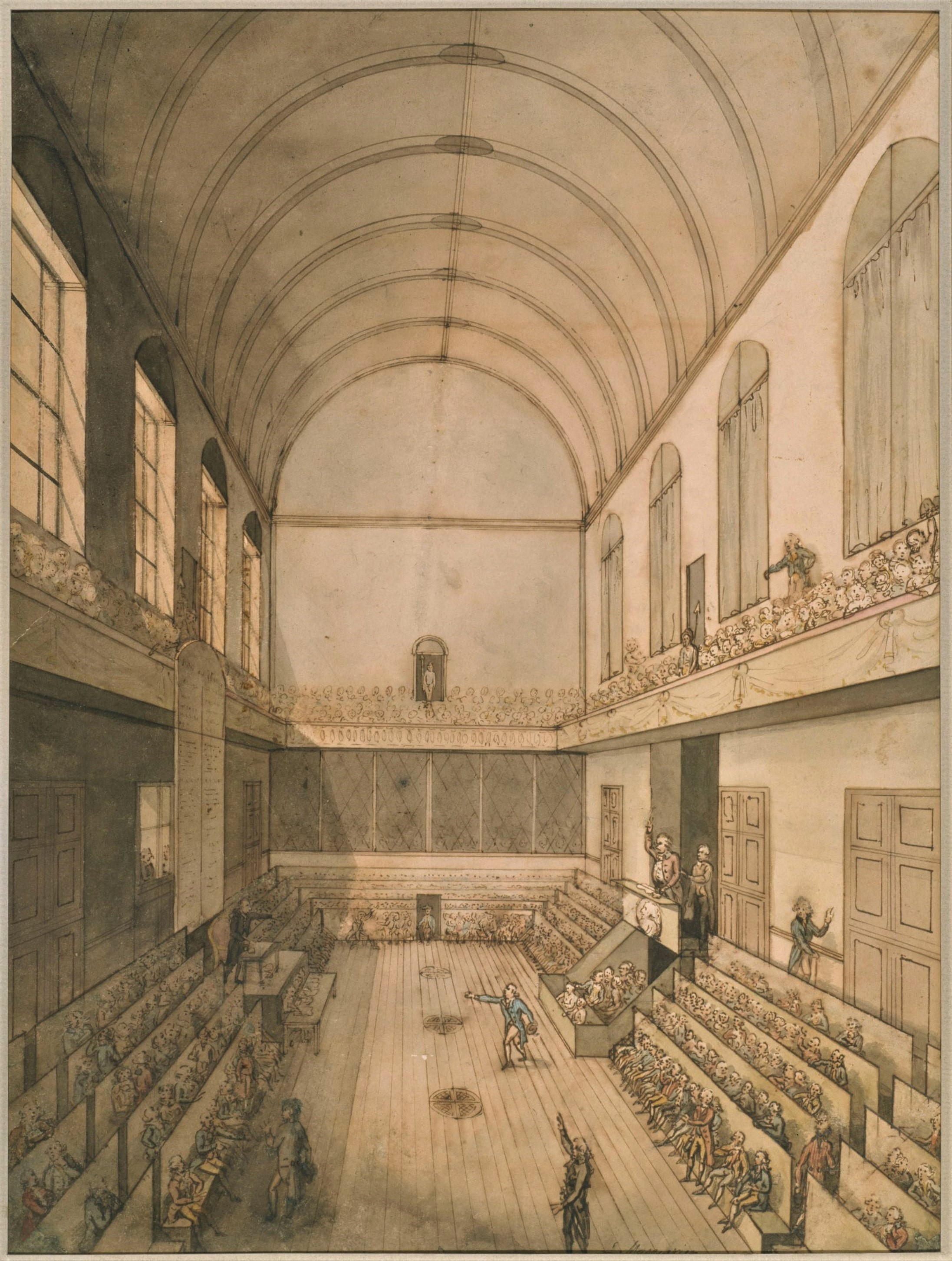
Salle du Manège (1793. május 9-ig itt ülésezett a Nemzeti Konvent)

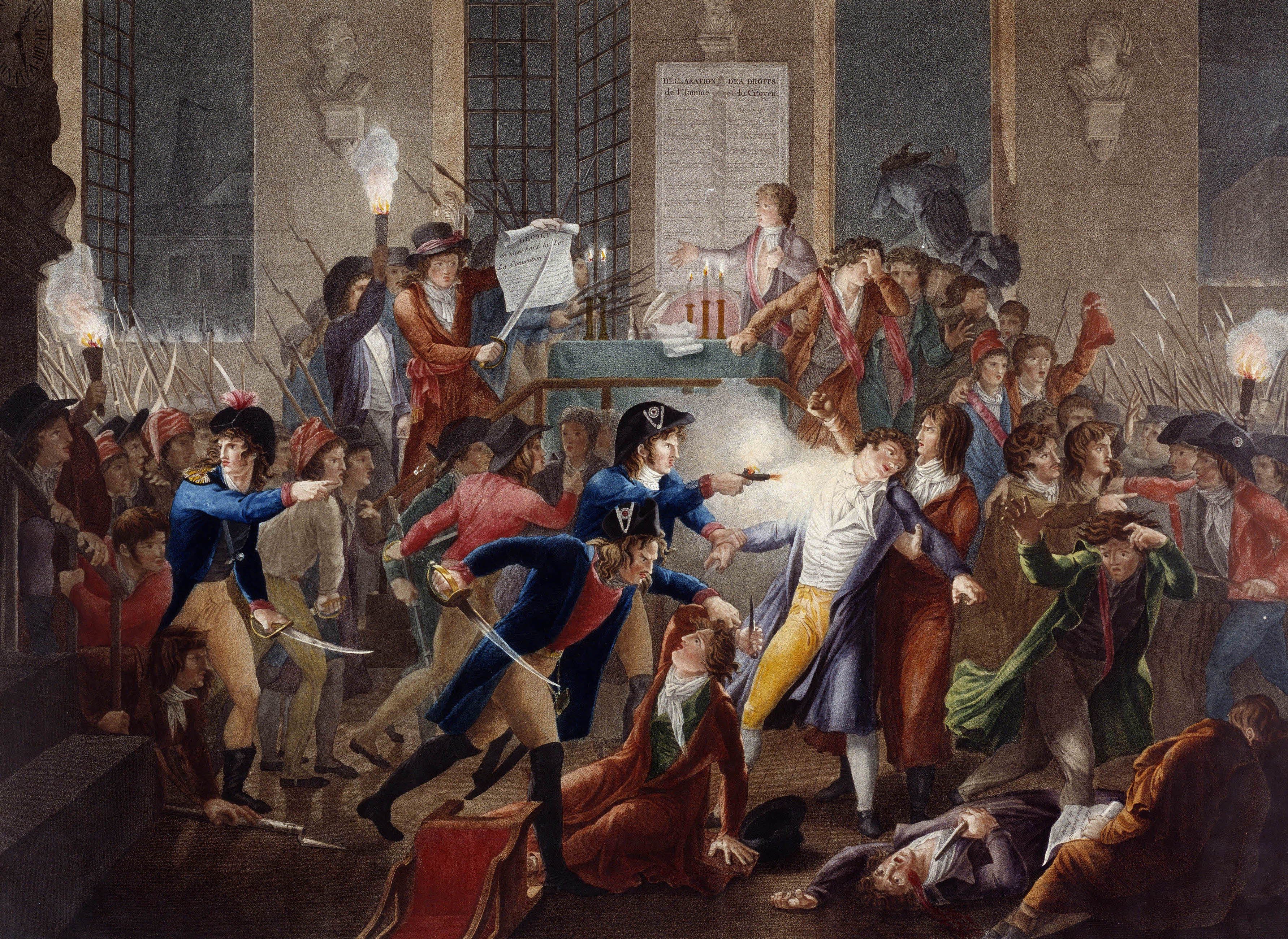
Robespierre letartóztatása Thermidor 9. éjszakáján

A Hegypárt politikai csoportosulás volt a Nemzeti Konventben.
1791-es Törvényhozó Nemzetgyűlés legradikálisabb képviselői nevezték először magukat hegypártiaknak, a mérsékeltebb szárnyat pedig mocsárnak vagy síkságnak hívták. Az elnevezések eredetét illetően megoszlanak a történészi vélemények. A legelterjedtebb szerint a hegy a gyűlésterem baloldali legfelső sorait jelentette, s az ott ülésező képviselők nevezték magukat hegypártiaknak. Az alsó sorokban helyet foglaló és mérsékelt nézeteket valló képviselők a mocsár vagy síkság politikai csoportosuláshoz tartoztak, és a Feuillantinus klubban jöttek össze. A radikálisok gyakran hívták őket „mocsári varangyoknak”.
A hegy–síkság topográfiai szembeállítást sok forradalmár ismerte Plutarkhosz Szolón élete (Párhuzamos életrajzok) művéből, amelyben az író hasonló módon illusztrálta Athén politikai életének megosztottságát: A hegylakók a demokráciáért álltak ki vehemens módon, a síkság emberei az oligarchiát támogatták. A tengerpart lakói harmadik pártként átmeneti kormányt akartak.
Georges Jacques Danton, Jean-Paul Marat és Maximilien de Robespierre vezetése alatt 1793 nyarán élte fénykorát a Hegypárt, amikor a Jakobinus klubhoz és a velük szimpatizáló Cordeliers klubhoz tartozó 300 hegypárti képviselő foglalt helyet a Nemzeti Konventben. A kispolgársághoz álltak közel, a sans-culotte-okra támaszkodtak. A girondisták ellen harcoltak, akiket sikerült kiszorítaniuk a hatalomból 1793. június 2-án. Szeptemberben elindították a politikai terrort. Majd a hegypártiak egy része Robespierre-t, a másik pedig Dantont követte. Robespierre kivégzése után a Hegypárt maradéka kisebbségbe került a Konventben, a germinali és prairiali felkelések után letartóztatták őket, és sokukat kivégezték. A direktórium végleg megpecsételte a Hegypárt sorsát.

## Fordítás
- Ez a szócikk részben vagy egészben  a   Montagne (Révolution française) című francia Wikipédia-szócikk fordításán alapul.  Az eredeti cikk szerkesztőit annak laptörténete sorolja fel. Ez a jelzés csupán a megfogalmazás eredetét és a szerzői jogokat jelzi, nem szolgál a cikkben szereplő információk forrásmegjelöléseként.